# Epinephelus polyphekadion
Epinephelus polyphekadion är en fiskart som först beskrevs av Bleeker, 1849.  Epinephelus polyphekadion ingår i släktet Epinephelus och familjen havsabborrfiskar. IUCN kategoriserar arten globalt som nära hotad. Inga underarter finns listade i Catalogue of Life.